# 白雅雯
白雅雯（1998年9月9日—），广西南宁人，中國女子竞技体操運動員。

## 生平
白雅雯出生于广西南宁，父母都从事体育工作。4岁那年，她的父母便把她带到了南宁市体校，跟隨李群芳教練接受体操训练。在接受体操训练两年之后，白雅雯被高级别的运动队伍相中，父母最终决定让她留在南宁，在广西体操队进行训练。在进入广西队后，白雅雯的水平突飞猛进，不出几年便进入了国家体操队二队。 
2014年5月，白雅雯在南宁举行的全国体操锦标赛中，以黑马姿态壓倒众多名将，首次参加大赛就夺得女子平衡木银牌。